# DNA-DNA-hybridisering
DNA-DNA-hybridisering refererar generellt till en molekylärbiologisk teknik som mäter graden av genetisk likhet mellan olika enkelsträngade DNA-sekvenser. Tekniken används oftast för att avgöra graden av genetisk distans mellan två taxa. När man undersöker den genetiska skillnaden mellan en mängd taxa, med hjälp av denna teknik, kan man med hjälp av värdena på den gentiska likheten konstruera ett fylogenetiskt träd; tekniken är därmed en metod för att skapa en molekylär taxonomi.
Charles Sibley och Jon Ahlquist var pionjärer inom tekniken och använde DNA-DNA-hybridisering för att undersöka de fylogenetiska släktskapen bland fåglar (Sibley-Ahlquists taxonomi) och primater. Kritiker menar att tekniken är missvisande när man använder den för att undersöka skillnader mellan nära besläktade arter, eftersom alla uppmätta skillnader mellan ortologa sekvenser mellan olika närbesläktade organismer överskuggas av hybridiseringen av paraloga sekvenser inom organismens genom. Idag används istället ofta DNA-sekvensering och sekvensjämförelser som metoder för att fastställa genetisk distans. DNA-DNA-hybridisering används dock fortfarande inom mikrobiologi för att identifiera bakterier.

## Metodik
Metoden, framtagen av Sibley och Ahlquist, går ut på att jämföra smältpunkten för en enkelsträngad DNA-sekvens genom hybridisering sammanlänkad med en exakt likadan DNA-sekvens i jämförelse med samma DNA-sekvens sammanlänkad med en okänd DNA-sekvens från en annan organism. DNA från de två organismerna som ska jämföras extraheras, renas och delas upp i korta segment med cirka 600-800 baspar. Det enkelsträngade DNA-segmentet från den ena organismen märks med en radioaktiv isotop och blandas sedan med de omärkta DNA-segmenten för att låta dem länkas samman och skapa dubbelsträngat hybrid-DNA. De enkelsträngade DNA-sekvenser som har en hög grad av likhet kommer att binda hårdare till varandra och kräva en större mängd energi för att separeras. Med andra ord kommer de att separera vid en högre temperatur än de dubbelsträngade hybrid-DNA-sekvenser som har en lägre grad av genetisk likhet. Skillnaden mellan smältpunkten för de DNA-sekvenser som hybridiserat med sig själv och det DNA-sekvenser som hybridiserat med den andra organismens DNA-skevens avgör graden av genetisk distans och blir därmed ett mått på den genetiska likheten mellan de båda organismerna